# Alfons IV de Ribagorça
Alfons IV de Ribagorça   (Gandia, 1332 (Gregorià) - Gandia, 5 de març de 1412 (Gregorià)) dit el Vell (1332-1412), també conegut com a Alfons d'Aragó i Foix o Alfons de Gandia, fou marquès de Villena i comte de Ribagorça (1381-1412), senyor de Gandia (1359-1399) i després duc de Gandia (1399-1412) i comte de Dénia. Fou candidat al tron de la Corona d'Aragó durant el Compromís de Casp.

## Biografia
Fill gran de l'infant d'Aragó i comte de Ribagorça Pere IV i la seva muller, Joana de Foix.
Matrimoni i descendents
Es casà el 1355 amb Violant d'Arenós i Cornel, filla de Gonçalbo Díez d'Arenós. Fills:
- l'infant Joan de Ribagorça, mort molt jove
- l'infant Jaume de Ribagorça, baró d'Arenós
- l'infant Alfons V de Ribagorça (ca. 1358-1425), comte de Ribagorça
- l'infant Pere de Ribagorça (1362-1385), marquès de Villena
- la infanta Joana de Ribagorça o Joana de Gandia, casada el 1391 amb Joan Ramon Folc I de Cardona
- la infanta Elionor = Violant de Ribagorça-Villena-Arago, resid. en Sicilia, casada el 1393 en primeres núpcies amb el seu cosí Jaume de Prades, casada en segones núpcies vers el 1409 amb Antoni de Cardona, virrei de Sicília

## Guerra dels Dos Peres
Durant la Guerra dels Dos Peres es va encarregar de la defensa de València durant el setge de 1363, i es va encarregar, juntament amb Bernat II de Cabrera de negociar la Pau de Morvedre, que no es ratificà.

## Compromís de Casp
El 1399 el rei Martí l'Humà va crear el Ducat de Gandia com a recompensa per a Alfons. Fou un dels aspirants a succeir el rei Martí durant el Compromís de Casp com a net de Jaume el Just. El 1412 va morir i els seus drets passaren, ja sense gaire força, al seu fill Alfons el Jove, que va rebre 0 vots durant la votació del nou monarca. El germà petit d'Alfons IV, Joan de Prades, s'autonomenà successor seu i també es presentà al Compromís de Casp.